# Cușca (Star Trek: Seria originală)
| „Cușca” („The Cage”) Star Trek: Seria originală Un grup de Talosieni | „Cușca” („The Cage”) Star Trek: Seria originală Un grup de Talosieni |
| -------------------------------------------------------------------- | --- |
| Episodul                                                             | 1 |
| Regia:                                                               | Robert Butler |
| Scenariul:                                                           | Gene Roddenberry |
| Premiera:                                                            | 15 octombrie 1988 |
| Distribuție:                                                         | Susan Oliver Meg Wyllie Peter Duryea Laurel Goodwin John Hoyt Clegg Hoyt Malachi Throne Michael Dugan Georgia Schmidt Robert C. Johnson Serena Sande Adam Roarke Leonard Mudie Anthony Jochim Ed Madden Robert Phillips Joseph Mell Janos Prohaska |
| Durata:                                                              | 65 minute |
| Precedat de:                                                         | - |
| Urmat de:                                                            | „The Man Trap” |
| IMDb:                                                                | |

„Cușca” (în engleză „The Cage”) este episodul pilot original al serialului american științifico-fantastic Star Trek: Seria originală. Episodul a fost finalizat la începutul anului 1965, dar nu a fost niciodată difuzat la televizor în forma sa completă până în anul 1988. Episodul a fost scris de Gene Roddenberry și regizat de Robert Butler. Acesta a fost respins de NBC în februarie 1965, dar au comandat un al doilea pilot: „Acolo unde nu a mai fost niciun om” („Where No Man Has Gone Before”). O mare parte din episodul original „The Cage” a fost ulterior inclus în episodul format din două părți „Menajeria” („The Menagerie”), episod din primul sezon.

## Povestea
USS Enterprise, sub comanda căpitanului Christopher Pike, primește un apel radio S.O.S. care provine de pe a patra planetă din grupul stelar Talos. Se formează o echipă de intervenție care este teleportată pe planetă cu scopul de a cerceta despre ce e vorba. Urmărind semnalul S.O.S. până la sursa sa, echipa de intervenție descoperă o tabără de supraviețuitori a unei expediții științifice care a dispărut în urmă cu 18 ani. Printre supraviețuitori se află și o tânără și frumoasă femeie pe nume Vina.
Captivat de frumusețea ei, Pike devine neglijent și este capturat de Talosieni, o rasa de umanoizi cu capete mari în formă de bulb care trăiesc sub suprafața planetei. Curând își dă seama că mesajul S.O.S., dar și supraviețuitorii accidentului, cu excepția fetei, sunt doar iluzii create de Talosieni pentru a atrage pe Enterprise pe orbita planetei. În timp ce se află într-un fel de închisoare, Pike descoperă că planurile extratereștrilor sunt de a-și repopula planeta distrusă folosindu-se de el și de fată. Extratereștrii doresc să-i crească ca pe animale într-o menajerie și să-i transforme într-o rasă de sclavi.

Căpitanul Christopher Pike și Spock

Talosienii încearcă să-și folosească puterea lor de a crea iluzii pentru ca Pike să se îndrăgostească de Vina. În acest scop ei folosesc diferite visuri și scene în care fata îi apare căpitanului Pike. În primul rând îi apare ca o prințesă Rigelliană, ca o fata iubitoare plină de compasiune, apoi ca o seducătoare femeie cu pielea verde de pe Orion. Pike rezistă la toate aceste înfățișări, astfel încât Talosienii prind pe cele două femei dintr-o nouă echipă de intervenție care încearcă să se teleporteze la sol. Toți bărbații rămân pe navă, doar femeile se teleportează datorită intervenției extratereștrilor. Cele două femei, primul ofițer și asistent-căpitanul, sunt aduse în cușca unde se afla căpitanul pentru a-l tenta în continuare să-și aleagă o parteneră. Între timp, Pike descoperă că emoțiile lui primitive pot neutraliza capacitatea Talosienilor de a-i citi mintea. El reușește să scape la suprafața planetei, împreună cu femeile.
Talosienii ies afară după Pike și însoțitorii săi și îi împiedică să se teleporteze înapoi pe navă. Totuși căpitanul refuză să negocieze, amenințând chiar să se sinucidă decât să se supună cererilor extraterestre. Speriați că vor pierde singura lor speranță de a mai avea un viitor, Talosienii analizează înregistrările electronice de la bordul lui Enterprise și își dau seama că rasa umană este mult prea violentă pentru a putea fi folosită adecvat în planurile lor.
Dându-și seama că nu mai au alte opțiuni, Talosienii îi lasă pe oamenii să plece. În timp ce ceilalți se teleportează pe navă, Pike rămâne în urmă cu Vina pentru a o convinge să vină cu el pe navă. Vina îi spune că nu este posibil să părăsească planeta. Fata îi dezvăluie că într-adevăr o expediție a Federației a suferit un grav accident și a coborât pe planeta Talos IV, dar Vina a fost singura supraviețuitoare. Ea a fost grav rănită și Talosienii au salvat-o. Dar, din cauză că Talosienii nu știau nimic în acel moment despre anatomia umană, ea a rămas definitiv desfigurată. Numai cu ajutorul iluziilor Talosienilor ea poate să apară frumoasă și să-și păstreze sănătatea.  
Înțelegând că iluzia continuă a sănătății și a frumuseții este necesară pentru Vina, Pike este gata să se întoarcă singur pe Enterprise, dar, într-un act de bunăvoință, extratereștrii i-o arată pe Vina așa cum este ea în realitate. Apoi, pentru fericirea ei, aceștia creează iluzia unui alt căpitan Pike care pleacă împreună cu Vina în subterane, acolo unde se găseau locuințele Talosienilor.  Pike se teleportează pe navă, nu înainte ca un extraterestru să-i spună: „Ea are o iluzie și tu ai realitatea. Fie ca alegerea ta să fie cât mai plăcută”.

## Distribuția originală
- Jeffrey Hunter este căpitanul Christopher Pike
- Susan Oliver este Vina
- Leonard Nimoy este Mr. Spock
- Majel Barrett este Number One
- John Hoyt este Dr. Phillip Boyce
- Peter Duryea este locotonentul José Tyler
- Laurel Goodwin este asistent-căpitanul J. M. Colt

## Producție
Episodul pilot din Star Trek „The Cage” a fost produs în perioada noiembrie 1964 - ianuarie 1965. În el apar Jeffrey Hunter în rolul Căpitanului Christopher Pike, Majel Barrett  în rolul lui Number One și Leonard Nimoy în rolul lui Spock. După ce a fost respins de NBC ca fiind „prea cerebral” (printre alte plângeri), Jeffrey Hunter a ales să se retragă din rolul lui Pike atunci când creatorul Star Trek, Gene Roddenberry, l-a invitat la realizarea unui al doilea episod pilot („Where No Man Has Gone Before”) care a fost transmis prima dată în 1966.
Episodul pilot „Cușca” („The Cage”) n-a fost niciodată difuzat în timpul primei transmisii a serialului original „Star Trek” de către NBC. El a fost prezentat de Roddenberry în format alb-negru la diferite convenții științifico-fantastice de-a lungul anilor care au trecut după anularea serialului. În cele din urmă a fost produs pe casetă VHS în 1986, când Paramount Home Video a prezentat o versiune „refăcută” a episodului „The Cage” (o combinație de imagini din originalul alb-negru și secvențe color din episodul „The Menagerie”) completat cu o introducere prezentată de Gene Roddenberry.
Pe 4 octombrie 1988, Paramount Pictures a difuzat două ore speciale de televiziune. Emisiunea s-a numit „The Star Trek Saga: From One Generation To The Next” („Saga Star Trek : De la o generație la următoarea”), iar gazda emisiunii a fost Patrick Stewart. Această emisiune a prezentat prima versiune color a epsiodului „The Cage”. În Statele Unite, „The Cage” a fost distribuit pe DVD în decembrie 2001. A fost inclus pe discul final al seriei de DVD-uri cu remasterizările serialului (pe discul 3, sezonul 3) (cu informația că a avut premiera pe 15 octombrie 1988).